# Коломія (Куявсько-Поморське воєводство)
Коломія (пол. Kołomia) — село в Польщі, у гміні Любень-Куявський Влоцлавського повіту Куявсько-Поморського воєводства.
Населення — 30 осіб (2011).
У 1975-1998 роках село належало до Влоцлавського воєводства.

## Демографія
Демографічна структура станом на 31 березня 2011 року:
|          | Загалом | Допрацездатний вік | Працездатний вік | Постпрацездатний вік |
| -------- | ------- | ------------------ | ---------------- | -------------------- |
| Чоловіки | 20      | 4                  | 14               | 2                    |
| Жінки    | 10      | 3                  | 4                | 3                    |
| Разом    | 30      | 7                  | 18               | 5                    |